# 近田誉
近田 誉（こんだ ほまれ、1963年10月1日 - ）は、北海道文化放送（UHB）の元アナウンサー。

## 略歴
愛知県豊川市出身。明治大学卒業後、日本短波放送（現・日経ラジオ社）入社。競馬中継などを担当した後、1991年に北海道文化放送へ移籍。同局では主にスポーツ実況を担当していた。2009年10月、スポーツ部に移籍し2010年1月24日放送の『uhb杯ジャンプラージヒル』（解説：菅野範弘・山田いずみ、実況：廣岡俊光）で初のプロデューサーを担当。
大学時代は競走部に所属していた。FNS系列で放送されるマラソン・駅伝中継では中継車実況やバイクリポーター等を務めた。北海道文化放送を制作局として放送される『北海道マラソン』ではメイン実況を務め2009年10月のスポーツ部移籍後も引き続き担当し、2012年以降はプロデューサーを担当している。近田自身もニューヨークシティマラソンに数度参加し、いずれも完走している。2024年3月限りで定年退職した。

## 過去の担当番組
- uhbニュース
- スポーツ実況
  - 北海道マラソン
  - Meijiチョコレートカップ
  - UHB杯ジャンプ大会
- ドラマチック競馬（実況）
- えき☆スタ発（2007年4月-9月、月・火曜日担当）
- ポテト(1993年10月-1994年9月)

## 実況に携わったマラソン・駅伝中継
※北海道マラソン以外
- 東京国際マラソン（バイクリポーター）※2006年で大会終了
- ベルリンマラソン（バイクリポーター）※2006年以降は放送なし
- 出雲全日本大学選抜駅伝競走（2006年まで第2放送車、2007年以降はバイクリポートを担当。スポーツ部異動後も引き続き担当）
- 東日本女子駅伝（第3放送車担当→バイクリポーター）※2004年まで
- 国際千葉駅伝（2006年まで男子第2放送車、2007年はバイクリポーターを担当）
- 東京メトロスポーツスペシャル東京マラソン（2007年、第2放送車（協力：東海テレビ）(2009年第3放送車)担当）

## 主な実況歴

### ラジオたんぱ時代
- ダイヤモンドステークス（1991年）

### UHB時代
- 函館3歳ステークス（1996年）
- 函館記念（1992年～1993年, 1995年）
- シーサイドステークス→エルムステークス（1996年, 1999年）
- セイユウ記念（1991年）
- タマツバキ記念（1992年, 1995年）